# Sussundenga
Sussundenga (fins 1975 Vila Nova de Vidigueira) és un municipi de Moçambic, situat a la província de Manica. En 2007 comptava amb una població de 19.122 habitants. Antic poblat anomenat Mavita, en 14 de maig de 1964 fou elevada a la categoria de vila amb el nom de Vila Nova de Vidigueira en honor d'un arquitecte portuguès. En 2014 fou elevat a municipi.